# Portret van de schilder Frank Haviland
Portret van de schilder Frank Haviland (Italiaans: Ritratto del pittore Frank Haviland) is een schilderij van de Italiaanse kunstschilder Amedeo Modigliani uit 1914, olieverf op karton, 73 × 60 centimeter groot. Het schilderij bevindt zich thans in de Peggy Guggenheim Collection te Venetië. Er aan voorafgaand maakte hij een studie voor het portret, olieverf op karton, 62,2 × 49,5 centimeter, momenteel te bezichtigen in het Los Angeles County Museum of Art.

## Frank Burty Haviland
Frank Burty Haviland (1886-1971) was een Frans kunstschilder en kunstverzamelaar. Hij werd geboren in Limoges in een rijke fabrikantenfamilie van Engelse herkomst en was de kleinzoon van de bekende kunstcriticus Philippe Burty, die de term japonisme op zijn naam heeft staan. Zijn broer was de fotograaf Paul Haviland.
Aanvankelijk studeerde Frank Haviland muziek, maar toen hij in 1909 in Parijs in contact kwam met Pablo Picasso richtte hij zich op de schilderkunst. Daarbij koos hij voor de stijl van het kubisme. In de eerste decennia van de twintigste eeuw was de elegante en vooral ook genereuze Haviland een bekend gezicht in de Parijse artistieke wereld. Meermaals ondersteunde hij de kunstenaars waarmee hij bevriend was, waaronder Modigliani, die soms ging schilderen in diens atelier aan de Rue Schoelcher in Montparnasse. Als kunstschilder maakte Haviland geen bijzondere naam. Bekender wellicht werd hij door de diverse portretten die van hem zijn gemaakt, onder andere door Juan Gris, Chaïm Soutine en dus ook Modigliani. Beeldhouwer Manolo Hugué maakte zijn buste.
Haviland verzamelde ook veel moderne kunst, die hij met name in de jaren 1910 en 1920 vaak kocht binnen zijn Parijse vriendenkring. Een deel van zijn verzameling vormt momenteel de basis van de collectie van het Musée d'Art Moderne in het Franse Pyreneeën-stadje Céret, waar hij een huis had.

## Afbeelding
Portret van Frank Haviland markeert -samen met een portret van zijn toenmalige kunsthandelaar Paul Alexandre- Modigliani's terugkeer naar de schilderkunst, nadat hij zich ruim vier jaar brijwel uitsluitend had toegelegd op het beeldhouwen. Het typeert zijn nieuwe stijl, met name in de hang naar idealisering, maar toont tegelijkertijd dat hij in diverse opzichten ook nog zoekende was. Zowel in het uiteindelijke Portret van Frank Haviland als in de vrijwel net zo grondig uitgewerkte studie voor het schilderij, zien we zijn toepassing van de techniek van het pointillisme. De penseelstreek is fragmentarisch, de strepen zijn los en het oppervlak is bewerkt met vlekken, in het definitieve portret in opvallend intense kleuren.
Modigliani's intuïtieve en vrije hantering van de pointillistische techniek, heeft evenwel niets te maken met de systematische toepassing van optische kleurvermenging en simultaan contrast, zoals die eerder door Georges Seurat en Paul Signac theoretisch waren uitgewerkt. Zijn gebruik van de pointillistische techniek kan gezien worden als volkomen experimenteel en bleek ook alweer snel van voorbijgaande aard. De kunstenaar was op zoek naar zijn definitieve stijl en probeerde daar geheel vrijblijvend en zonder restricties diverse stijlmiddelen uit. Zijn preoccupatie met het diepste wezen van de individuele mens, die hij in zijn latere portretten zo treffend wist te schematiseren, tekent zich echter ook hier al duidelijk af.

## Galerij

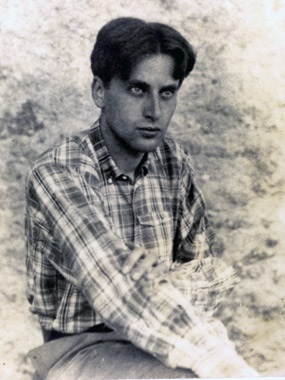
Frank Haviland, circa 1914
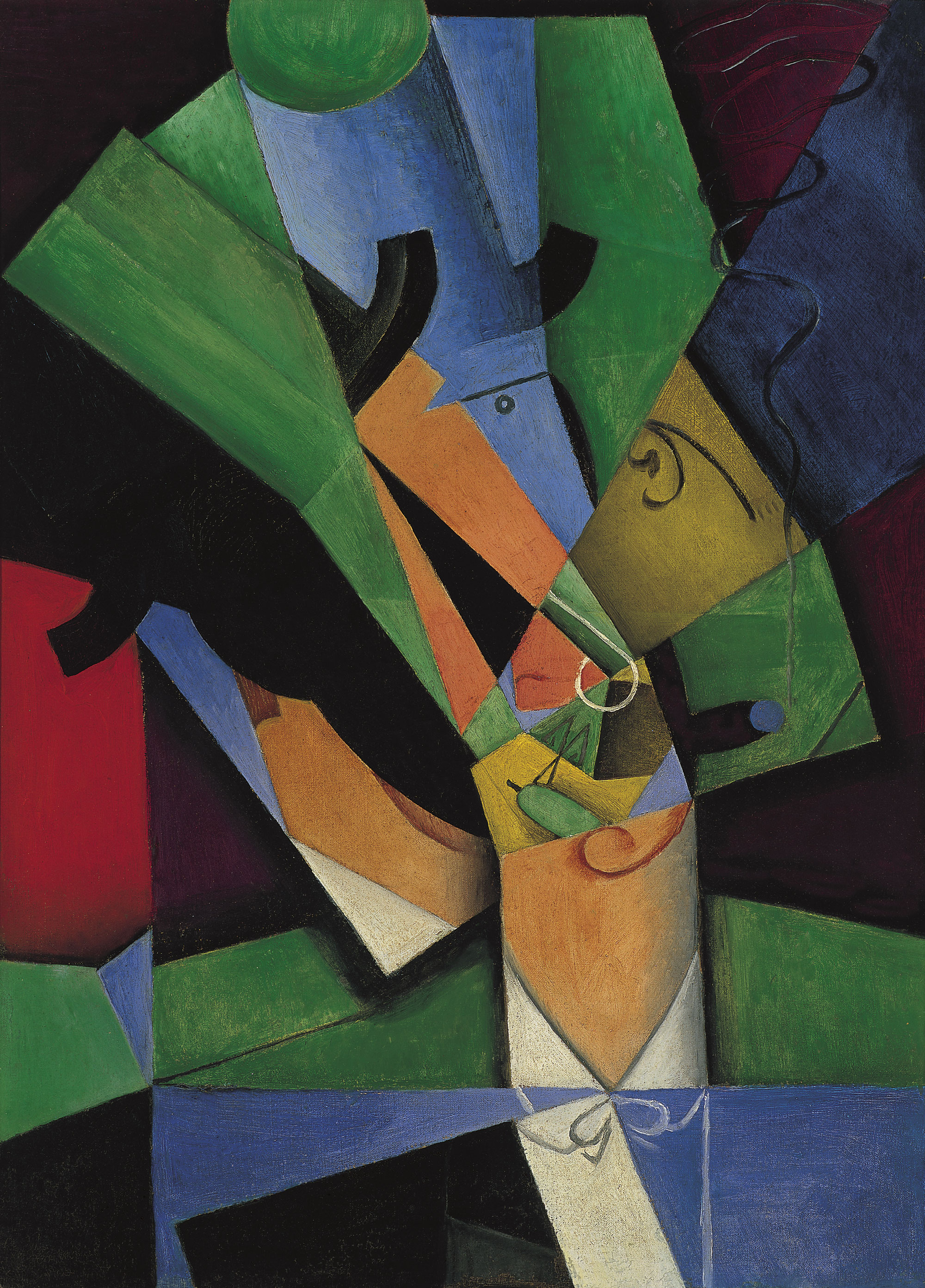
Haviland door Juan Gris, 1913